# The Polar Express
The Polar Express là một sách thiếu nhi phát hành năm 1985 (ISBN 0-86264-143-8) được viết và minh họa bởi Chris Van Allsburg, cựu giáo viên tại Rhode Island School of Design. Tác phẩm này đã được chuyển thể thành phim năm 2004, một bộ phim được đề cử Giải Oscar.
Sách này được nhiều người xem là một câu chuyện Nô-en kinh điển đối với trẻ em. Năm 1986, sách này đã được trao giải Caldecott Medal dành cho văn học thiếu nhi.